# Allahu Akbar (hymne)
Allahu Akbar (arabe : الله أكبر) est un chant patriotique appelant à la création d'une grande nation arabe. Il est devenu célèbre lors de la crise du canal de Suez en 1956. Il est ultérieurement adopté comme hymne national par le dirigeant libyen Mouammar Kadhafi, après le coup d'État du 1er septembre 1969.
Lors de la révolte contre la régime de Kadhafi, en 2011, le Conseil national de transition décrète le rétablissement de l'ancien hymne du Royaume de Libye, intitulé Libye, Libye, Libye.

## Texte
| Texte en arabe | Traduction en français |
| --- | --- |
| الله أكبر الله اكبر 𝄇 والله أكبر فوق كيد المعتدي الله للمظلوم خير مؤيد 𝄆 أنا باليقين وبالسلاح سأفتدي بلدي ونور الحق يسطع في يدي قولوا معي قولوا معي الله الله الله أكبر الله فوق المعتدي الله أكبر الله اكبر 𝄇 يا هذه الدنيا أطلي واسمعي جيش الأعادي جاء يبغي مصرعي 𝄆 بالحق سوف أرده وبمدفعي فإذا فنيت فسوف أفنيه معي قولوا معي قولوا معي الله الله الله اكبر الله فوق المعتدي الله أكبر الله اكبر 𝄇 قولوا معي الويل للمستعمر وﷲ فوق الغادر المتجبر 𝄆 الله أكبر يا بلادي كبري وخذي بناصية المغير ودمري قولوا معي قولوا معي الله الله الله أكبر الله فوق المعتدي والله أكبر فوق كيد المعتدي | Dieu est le plus grand ! Dieu est le plus grand ! 𝄆 Il est au-dessus des complots des agresseurs, Et il est le meilleur allié de l’opprimé. 𝄇 Avec la foi et avec les armes je défendrai mon pays Et la lumière de la vérité brillera dans ma main. Chantez avec moi ! Chantez avec moi ! Dieu, Dieu, Dieu est le plus grand ! Dieu est au-dessus des agresseurs. Dieu est le plus grand ! Dieu est le plus grand ! 𝄆 Ô Monde, lève les yeux et écoute ! L’armée de l’ennemi est en chemin, souhaitant me détruire. 𝄇 Avec la vérité et avec mon pistolet je le repousserai. Et si je devais être tué, je me battrais jusqu’à la fin. Chantez avec moi ! Chantez avec moi ! Dieu, Dieu, Dieu est le plus grand ! Dieu est au-dessus de n’importe quel agresseur. Dieu est le plus grand ! Dieu est le plus grand ! 𝄆 Dites avec moi « Malheur aux impérialistes » ! Et Dieu est au-dessus du tyran déloyal. 𝄇 Dieu est le plus grand ! Par conséquent glorifie-le, Ô mon pays, Et saisis le front du tyran et détruis-le ! Chantez avec moi ! Chantez avec moi ! Dieu, Dieu, Dieu est le plus grand ! Dieu est au-dessus de n’importe quel agresseur. Dieu est le plus grand ! Dieu est le plus grand ! Dieu est le plus grand ! Dieu est le plus grand ! |